# Окуда, Эми
Э́ми Оку́да (англ. Amy Okuda) — американская актриса японского происхождения, наиболее известная исполнением роли Тинкербэллы в веб-сериале «Гильдия».

## Ранние годы
Окуда в детстве серьёзно занималась баскетболом, в который она начала играть с пяти лет. Она начала танцевать в седьмом классе и через несколько лет стала выступать. Свободно говорит по-японски. Любит играть в баскетбол и теннис, кататься на сноуборде и роликах, заниматься роуп-скиппингом, ездить на велосипеде и танцевать. В школе была чирлидером. Рост Эми — 157 сантиметров.

## Карьера
Она начала свою профессиональную карьеру с появления в телевизионной рекламе и музыкальных клипах в качестве танцовщицы. Она отметилась в рекламе ноутбуков Apple, Verizon, Shoe Carnival, японских безалкогольных напитков компании Suntory, работала закадровым голосом для AT&T.
В 2007 году она получила маленькую эпизодическую роль в сериале «Californication» с Дэвидом Духовны. В том же году Окуда получила роль Тинкербэллы в веб-сериале «Гильдия», её первую полноценную роль. По состоянию на конец четвёртого сезона, она была во всех эпизодах сериала, за исключением нескольких эпизодов третьего сезона, где она была упомянута, но её не было на экране.
В 2010 году она появилась в коротком учебном фильме о космическом телескопе Спитцер. Во время полета его к Сатурну она наблюдает через этот телескоп гигантское кольцо газового гиганта.
В 2011 году она появилась на Break.com в оригинальном клипе «Tonight, I’m Frakking You», который является научно-фантастической и геймерской пародией на песню «Tonight (I’m Lovin' You)» Энрике Иглесиаса. На видео она появляется вместе с Алессандрой Торессон, Кунал Найяр и Мэтью Брауном.
В ноябре 2011 года она была отобрана для участия в фильме под названием Chastity Bites, который позиционировался как социальная сатира с элементами ужасов. Она будет играть роль Эшли Торн.
В июне 2012 года она сыграла Саманту в веб-сериале BFF. Позднее в том же месяце, Эми сыграла эпизодическую роль в интернет-сериале Away We Happened (на канале WongFuProductions YouTube). Фильм снимали Jen Chae и Виктор Ким.

## Фильмография
| Год       |     | Русское название        | Оригинальное название                  | Роль              |
| --------- | --- | ----------------------- | -------------------------------------- | ----------------- |
| 2007      | с   | Californication         | Californication                        | Одноклассница Мии |
| 2007—2011 | с   | Гильдия                 | The Guild                              | Тинкербэлла       |
| 2010      | кор |                         | Spaceship Spitzer: Bots of Both Worlds | Капитан           |
| 2011      | кор |                         | Elf Sabers                             | Эльф Эми          |
| 2012      | с   |                         | BFFs                                   | Сэм               |
| 2012      | с   | В стиле Джейн           | Jane by Design                         | Девушка-азиатка   |
| 2012      | с   | Выкуси!                 | Bite Me                                | Зомби Келли       |
| 2012      | ф   |                         | Chastity Bites                         | Эшли              |
| 2012      | с   | Танцевальная лихорадка! | Shake It Up                            | Хидеко Ватанабе   |
| 2017—2018 | с   | Нетипичный              | Atypical                               | Джулия Сасаки     |